# Onesas
Onesas – grecki rytownik żyjący w okresie hellenistycznym. Rytował w kamieniu. Znany z sygnatury na karneolu z głową Heraklesa. Jego sygnatura jest również na starożytnym szklanym odlewie zaginionej gemmy przedstawiającej Muzę z lirą.